# Алтайське (Казахстан)
Алта́йське (каз. Алтайское) — село у складі Шортандинського району Акмолинської області Казахстану. Входить до складу Новокубанського сільського округу.
Населення — 124 особи (2021; 143 у 2009, 180 у 1999, 179 у 1989).
Національний склад станом на 1989 рік:
- росіяни — 30 %;
- німці — 22 %.